# Magnetoplumbite
La magnetoplumbite è un minerale.